# Wegweisung (Straßenverkehr)

Beispiel eines britischen Wegweisers vor einem Kreisverkehr.

Die Wegweisung umfasst die Gesamtheit der Maßnahmen und Einrichtungen zur Zielfindung und Zielführung der Verkehrsteilnehmer im Straßenverkehr. Mithilfe der wegweisenden Beschilderung, die Teil der Straßenausstattung ist, können sich ortsunkundige Verkehrsteilnehmer während der Fahrt orientieren und so Irrfahrten verhindern. Für die Erfüllung dieser Aufgabe ist es erforderlich, dass die Wegweisung übersichtlich und eindeutig ist. Zur Wegweisung zählen in der Regel statische und dynamische (Vor)Wegweiser, Ortsschilder, Straßenschilder und Hausnummern.
Es kann zwischen einer zielorientierten und einer routenorientierten Wegweisung unterschieden werden. Während ersteres eher dem Alltagsverkehr dient, werden Routen häufig im touristischen Verkehr benutzt.

## Aufgaben
Die Wegweisung dient in erster Linie den folgenden Aufgaben:
- Finden des Zielortes
- Standortbestimmung
- Umwegfreie Zielortfindung
- Lenkung von Verkehrsströmen

Wegweiser
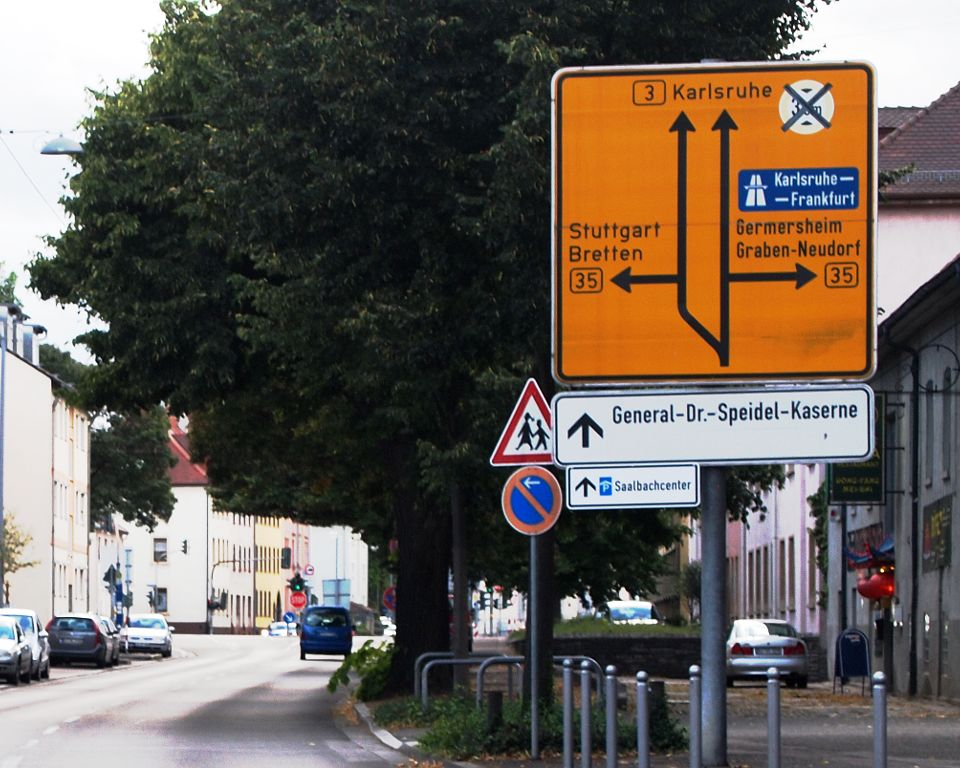
Vorwegweiser in Deutschland, an der Straße vor der Kreuzung.
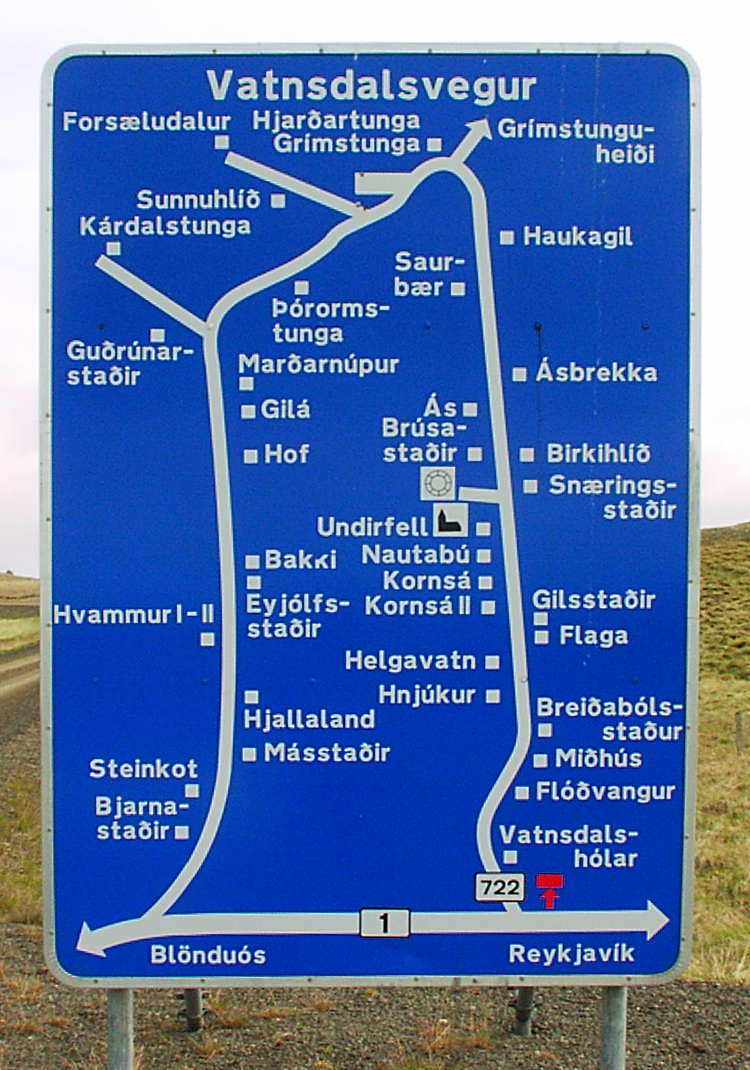
Wegweiser in Island, der den Weg zu vielen Weilern und Dörfern weist
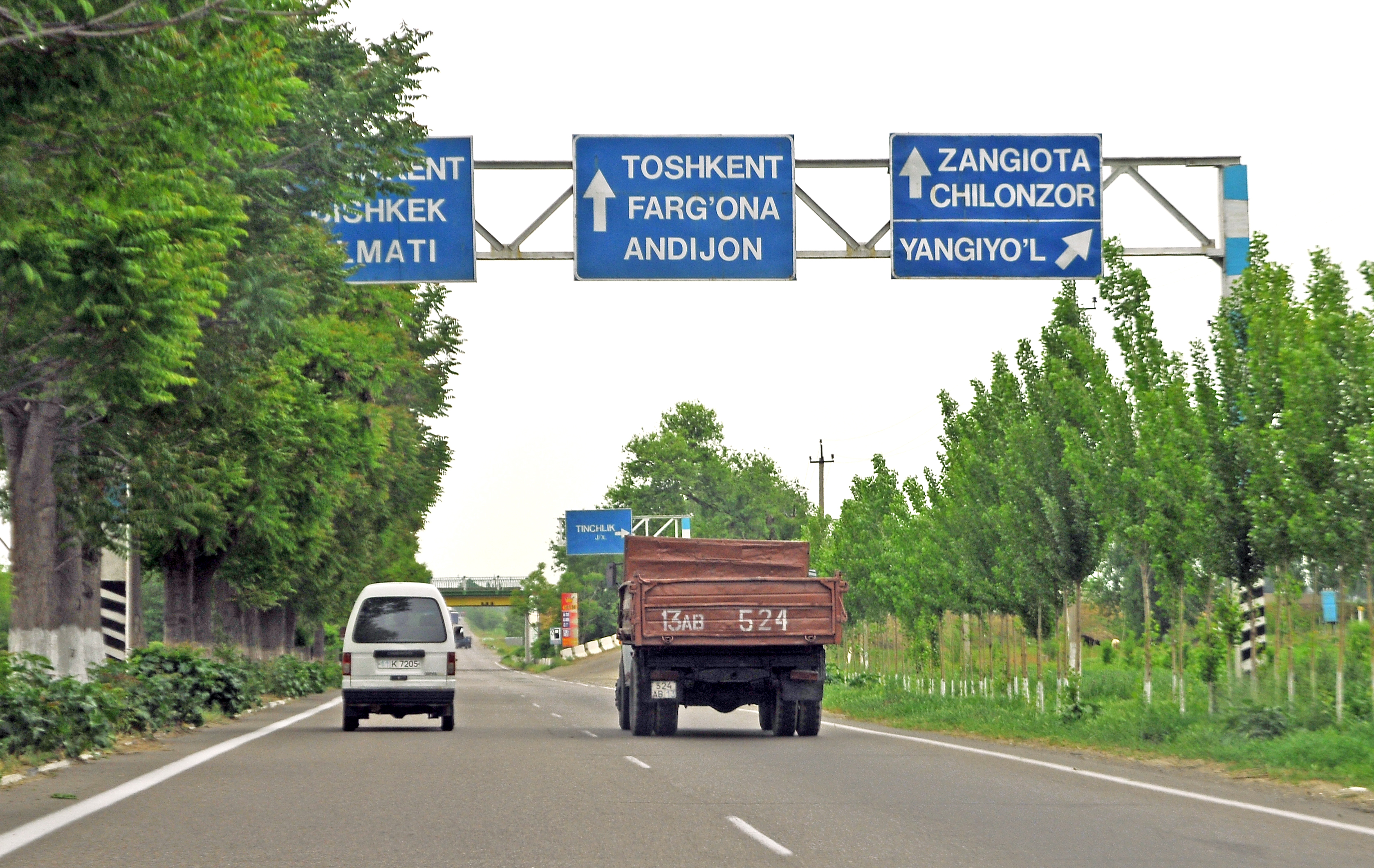
Einspurtafel in Usbekistan, an einer Magistrale
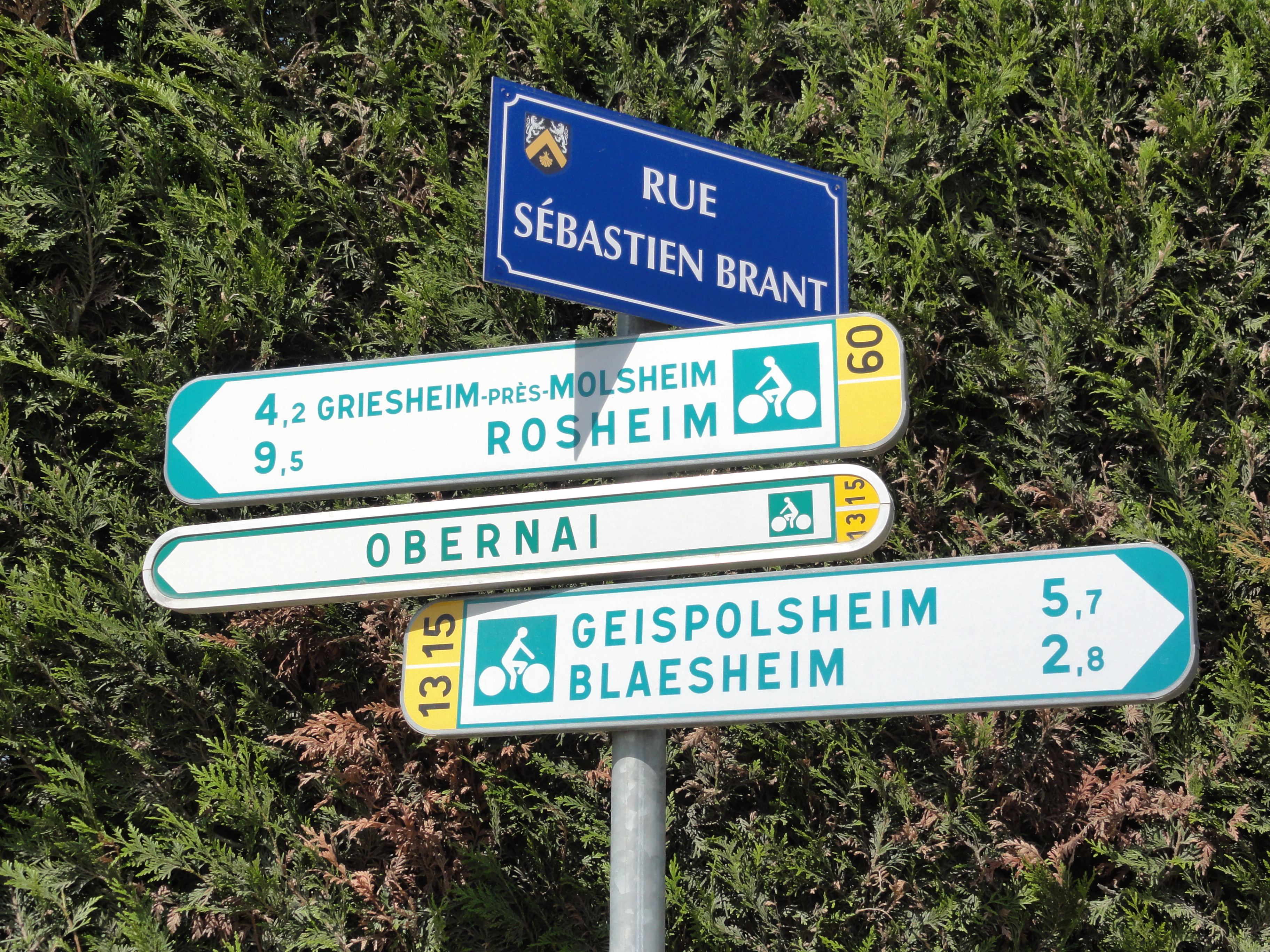
Pfeilwegweiser in Frankreich für den Radverkehr. Enthält sowohl Zielorte als auch Routen für die Wegweisung.

## Verkehrsmittelspezifika
Die allgemeine Wegweisung kann in manchen Situationen nicht für alle Verkehrsteilnehmer geeignet sein. Daher ist die Notwendigkeit von spezifischen Wegweisungssystemen bei spezielleren Anforderungen, wie im Radverkehr oder Fußverkehr gegeben. Beispielsweise bevorzugen Radfahrende auf bestimmten Straßen bzw. Relationen andere Wege, welche durch die planerische Leistung bei der Fahrrad-Wegweisung berücksichtigt werden soll. Dies beinhaltet insbesondere Steigungen oder stark befahrene Wege durch den Kraftfahrzeugverkehr. Daher werden häufig spezifische Wegweiser im Radverkehr verwendet. In Deutschland wird dies beispielsweise durch eine nicht amtliche Beschilderung realisiert.
Im Fußverkehr ist eine spezifische Wegweisung „insbesondere dort erforderlich, wo das Gehwegenetz von der allgemeinen Straßenführung abweicht oder eine Häufung von Zielen keine Aufnahme in die allgemeine Wegweisung erlaubt.“

## Grundregeln
Bei der Gestaltung und Anordnung der Wegweisung sind acht Grundregeln zu beachten:
- Einheitlichkeit

Die Wegweisung soll im gesamten Verkehrsnetz ein einheitliches Aussehen besitzen.
- Wahrnehmbarkeit

Gute Wahrnehmbarkeit der Wegweisung bei jeder Tages- und Jahreszeit ist grundsätzlich erforderlich. Dies kann durch entsprechende Folien (Retroreflexion) auf der wegweisenden Beschilderung sichergestellt werden. Des Weiteren können wichtige Schilder auch beleuchtet werden. Als veraltet gilt die so genannte Button-Copy-Technik.
- Lesbarkeit

Die Informationsdichte bei der Wegweisung soll so gering wie nur möglich sein, um Verkehrsteilnehmer nicht zu überfordern. Somit ist die Zahl der Zielangaben auf der Beschilderung zu begrenzen und möglichst durch Piktogrammen darzustellen.
- Zielauswahl

Je nach Funktion der Straße sind geeignete Zielangaben auszuwählen. Generell werden Fern- und Nahziele unterschieden.
- Kontinuität

Ist ein Ziel bei der Wegweisung genannt, so muss es auf der gesamten Wegstrecke zum Ziel immer wieder gezeigt werden, bis der Verkehrsteilnehmer das Ziel erreicht hat. Ziele können Zielpunkte (z. B. Stadion oder Klinik) oder Zielgebiete (z. B. Altstadt oder Berlin) sein. Die Kontinuität der Zielführung ist gegeben, wenn das Ziel an allen Knotenpunkten, an denen abgebogen werden muss, gezeigt wird und wenn das Ziel an allen Knotenpunkten gezeigt wird, die eine wegweisende Beschilderung aufweisen. Eine Ausnahme bilden Pfeilwegweiser, die ausschließlich andere Ziele nach rechts oder nach links zeigen. Hier ist eine Nennung des Zieles nicht nötig, wenn geradeaus gefahren werden muss. Eine Unterbrechung der Kontinuität wird als „Zielabbruch“ bezeichnet.
- Umklappregel

Die Wegweisung ist so anzuordnen, dass bei gedachtem Umklappen des Wegweisers auf die Fahrbahn (in Fahrtrichtung) die tatsächliche Reihenfolge der Ziele angegeben wird. Bei mehreren Zielen, die untereinander stehen, ist das oberste Ziel demnach das entfernteste. Gleiches gilt für mehrere Pfeile in die gleiche Richtung (häufig z. B. an Autobahnkreuzen). Erst durch die Umklappregel wird der Inhalt des Wegweisers für den Verkehrsteilnehmer eindeutig verständlich.
- Pfeile

Um die Richtung von Zielen besser angeben zu können, kann das Schild als Pfeil gestaltet sein (Pfeilwegweiser). Alternativ können rechteckige Tafel den Zielangaben Richtungspfeile zugeordnet werden (Tabellenwegweiser, Wegweisertafel) oder der Straßenverlauf schematisch dargestellt (Vorwegweiser).
- Farbe

Die Farben wegweisender Beschilderung kann vom Standort oder der Zielangabe abhängen. Kombinationen verschiedener Zielarten (d. h. Farben) auf einer Wegweisertafel sind möglich.

## Normen und Standards
Deutschland
- Straßenverkehrs-Ordnung (StVO)

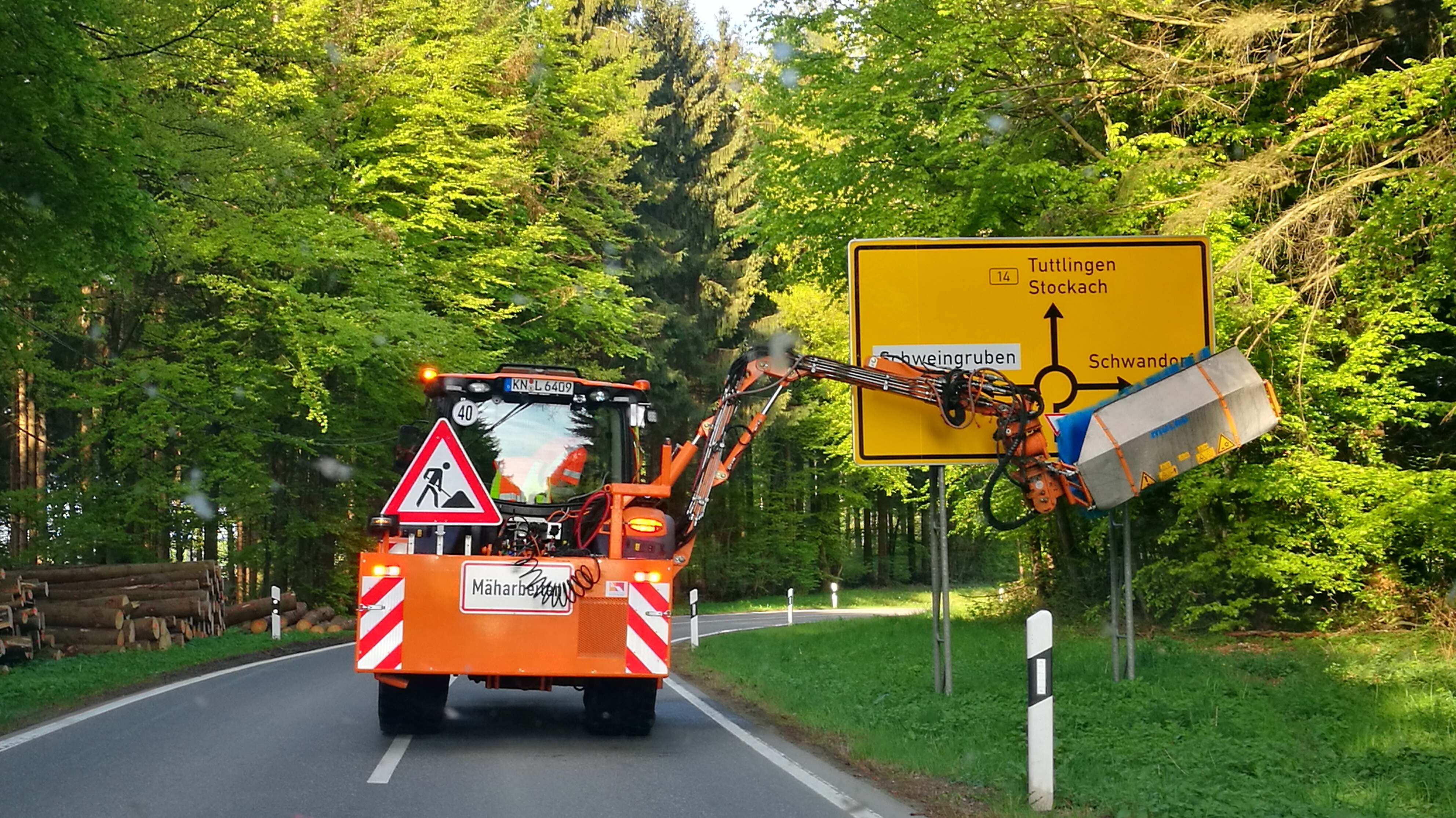
Reinigung eines Vorwegweisers (D, Zeichen 439)

- Allgemeine Verwaltungsvorschrift zur Straßenverkehrs-Ordnung (VwV-StVO)
- Richtlinien für die wegweisende Beschilderung außerhalb von Autobahnen (RWB)
- Merkblatt zur wegweisenden Beschilderung für den Radverkehr. Köln 1998 (auf Landesebene durch „Hinweise zur wegweisenden Beschilderung des Radverkehrs“ (HBR)  vertiefend geregelt, z. B. in Nordrhein-Westfalen, Rheinland-Pfalz und Brandenburg)
- Richtlinien für die wegweisende Beschilderung auf Autobahnen (RWBA 2000)
- Merkblatt zur wegweisenden Beschilderung für den Fußgängerverkehr
- Richtlinien für die Umleitungsbeschilderung (RUB)

Österreich
- Straßenverkehrsordnung (StVO)
- RVS 05.02.12 Gestaltung und Wegweisung
- RVS 05.02.13 Beschilderung und Wegweisung auf Autobahnen

Schweiz
- Strassenverkehrsgesetz (SVG)
- Signalisationsverordnung (SSV)
- SN 640817d – Strassensignale; Wegweiser auf Haupt- und Nebenstrassen für den allgemeinen Verkehr
- SN 640804 – Verkehrsbeeinflussung auf Autobahnen und Autostrassen; Wechselwegweisung